# Greg Daniels

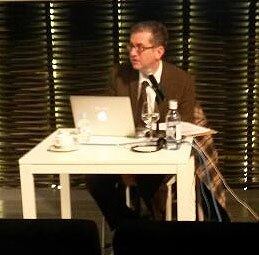
Greg Daniels (2014)

Gregory Martin „Greg“ Daniels (* 13. Juni 1963 in West Hollywood, Kalifornien) ist ein US-amerikanischer Drehbuchautor, Produzent und Regisseur von Fernsehserien. Bekannt ist er durch seine Mitarbeit an Saturday Night Live und Die Simpsons und als Produzent von King of the Hill, The Office und Parks and Recreation.

## Leben
Greg Daniels ist verheiratet und hat zwei Kinder.
Seit Mitte der 1980er Jahre tritt er als Drehbuchautor in Erscheinung. Zu den von ihm mitentwickelten Serien gehören King of the Hill, The Office, Parks and Recreation und Space Force (2020).

## Auszeichnungen
Daniels wurde mit fünf Emmys ausgezeichnet und elfmal nominiert. 1989 wurde er für Saturday Night Live ausgezeichnet. Die von Greg Daniels verfasste Die Simpsons-Folge Lisas Hochzeit wurde 1995 mit einem Emmy ausgezeichnet, 1999 die King of the Hill-Folge „And They Call It Bobby Love“. Zweimal wurden seine Drehbücher für The Office mit einem Emmy ausgezeichnet, bei der Primetime-Emmy-Verleihung 2007, zusammen mit Michael Schur, für die Folge Gay Witch Hunt und bei der Primetime-Emmy-Verleihung 2011 für Goodbye, Michael.